# Rhys Murphy
Rhys Philip Elliott Murphy (Shoreham-by-Sea, 6 novembre 1990) è un calciatore inglese naturalizzato irlandese, attaccante dei Dorking Wanderers.

## Carriera

### Nazionale
Ha giocato nelle nazionali giovanili inglesi Under-16, Under-17 ed Under-19 e nella nazionale irlandese Under-21.

## Palmarès

### Club

#### Competizioni giovanili
- FA Youth Cup: 1

Arsenal: 2008-2009

#### Competizioni nazionali
- National League South: 1

Yeovil Town: 2023-2024